# Gustav Brümmer
Gustav Brümmer (* 23. April 1905 in Kiel; † 4. Juli 1970; Pseudonym: Guschi) war ein deutscher Uhrmacher und Oberstudiendirektor an der Uhrmacherschule in Hamburg.

## Leben
1920 erwarb Brümmer die Mittlere Reife. Er lernte das Uhrmacherhandwerk in Glashütte und legte 1924 die Gesellenprüfung ab. Sein Prüfungswerk ist heute ausgestellt in dem Museum der Uhrmacherschule in Glashütte. Von 1927 bis 1929 besuchte Brümmer die Deutsche Uhrmacherschule Glashütte.
Er studierte am Berufspädagogischen Institut und an der Handelshochschule Berlin. Von 1931 bis 1933 absolvierte er eine Ausbildung zum Gewerbelehrer. In seiner Examensarbeit schrieb er über „Berufserziehung im Uhrmacherhandwerk“. Ab 1933 machte er ein praktisches pädagogisches Jahr an der Gewerbeschule in Lokstedt-Niendorf. Ab 1934 nahm er verschiedene Lehraufträge in Hamburg an und heiratete im gleichen Jahr seine Frau Gertrud. Ab dem 1. April 1936 war er vollbeschäftigter Lehrer an der Berufsschule in Lokstedt-Niendorf. Das monatliche Gehalt betrug damals 236,37 Reichsmark.
1940 begann er als Gewerbelehrer in der staatlichen Uhrmacherschule Hamburg-Altona. Er wurde 1944 Gewerbeoberlehrer an derselben Schule.
Seit dieser Zeit verfasste er viele Fachartikel für die Fachzeitschrift Die Uhr (Organ des Zentralverbands der Uhrmacher).
Im Jahr 1952 veröffentlichte er das bis heute verwendete Buch Fachrechnen für Uhrmacher als drittes Heft der Fachbuchreihe Die Uhrmacherschule des Herausgebers Hermann Brinkmann unter der Zusammenarbeit der staatlichen Uhrmacherschule in Hamburg-Altona mit dem Zentralverband der Uhrmacher.
1958 wurde er Fachschuldirektor bei der staatlichen Uhrmacherschule in Hamburg-Altona, bis er 1968 pensioniert wurde. Brümmer starb nach langjähriger Erkrankung an Nierenversagen.

## Schriften (Auswahl)
- Fachrechnen für Uhrmacher. Wilhelm Knapp Verlag. 15 Auflagen. ISBN 978-3-87420-012-7.
- Ein Blick in Räderwerk. Die Uhr, 1949, Nr. 6, S. 3
- Von Halbschwingungen, Schwingungen und Doppelschwingungen. Die Uhr, 1949, Nr. 8, S. 7
- Der Modul – eine nützliche Rechengröße. Die Uhr, 1949, Nr. 12, S. 8
- Das Gegengesperr, ein Hilfsantrieb für Uhren. Die Uhr, 1950, Nr. 12, S. 21
- Von Entwicklung und Aufbau der freien Ankerhemmung. Die Uhr, 1951, Nr. 2, 4, 6, 8.
- Von Aufbau und Einstellung der Grahamhemmung. Die Uhr, 1951, Nr. 18, 20, 22.
- Ferdinand Adolph Lange – Begründer der Glashütter Uhrmacherei. Die Uhr, 1953, Nr. 4, S. 33
- Von den Unruhen. Die Uhr, 1954, Nr. 22, S. 34
- Von der Zylinderhemmung. Die Uhr, 1955, Nr. 10, S. 31